# Пестрянка-эфиальт
Пестрянка-эфиальт (лат. Zygaena ephialtes) — вид бабочек семейства пестрянки (лат. Zygaenidae). 

## Описание
Размах крыльев от 30—40 миллиметров. На тёмном фоне передних крыльев расположены 5—6 пятен, цвет которых может сильно различаться: от красного до жёлтого и белого. Задние крылья красные, желтоватые с тонким чёрным внешним краем или полностью чёрные. Иногда на них есть ещё одно-два ярких пятна. Кончики усиков белые.
Гусеницы достигают длины 22 миллиметра. Они имеют зеленовато-жёлтый основной цвет, боковую линию из маленьких чёрных точек и еще одну такую же линию из более крупных, иногда квадратных пятен по обеим сторонам спины. 

## Полиморфизм
Бабочки могут быть отнесены к разным морфам. Встречаются  формы, называемые эфиальтоидными, по окраске сходные с некоторыми видами рода Amata (например, лжепестрянка обыкновенная).
Для них характерны белые пятна на верхней стороне крыла и жёлтый сегмент брюшка. Бабочки другой морфы, пеуцеданоидной, похожи на пестрянку таволговую. У них пять-шесть красных пятен на верхней стороне крыла и красное кольцо на брюшке.
Эти признаки генетически закреплены и свободно комбинируются при наследовании. Комбинации аллелей встречаются в разных пропорциях в отдельных популяциях. Доминантными являются пеуцеданоидные аллели, которые доминируют над эфиальтоидными. Полиморфизм этого вида позволил проверить законы Менделя на насекомых.

## Ареал
Пестрянка-эфиальт распространена на большей части средней полосы и юга Центральной и Восточной Европы до Урала и на Кавказе. 

## Среда обитания
Пестрянка-эфиальт тяготеет к открытым остепнённым и ксерофитным местообитаниям на известняковых почвах. Бабочек можно встретить на бедных лугах, опушках, железнодорожных и дорожных насыпях.
Среди растений-хозяев разные виды бобовых: вязель разноцветный, клевер, Hippocrepis comosa. Реже гусеницы питаются подорожником, тимьяном, вероникой.

## Биология

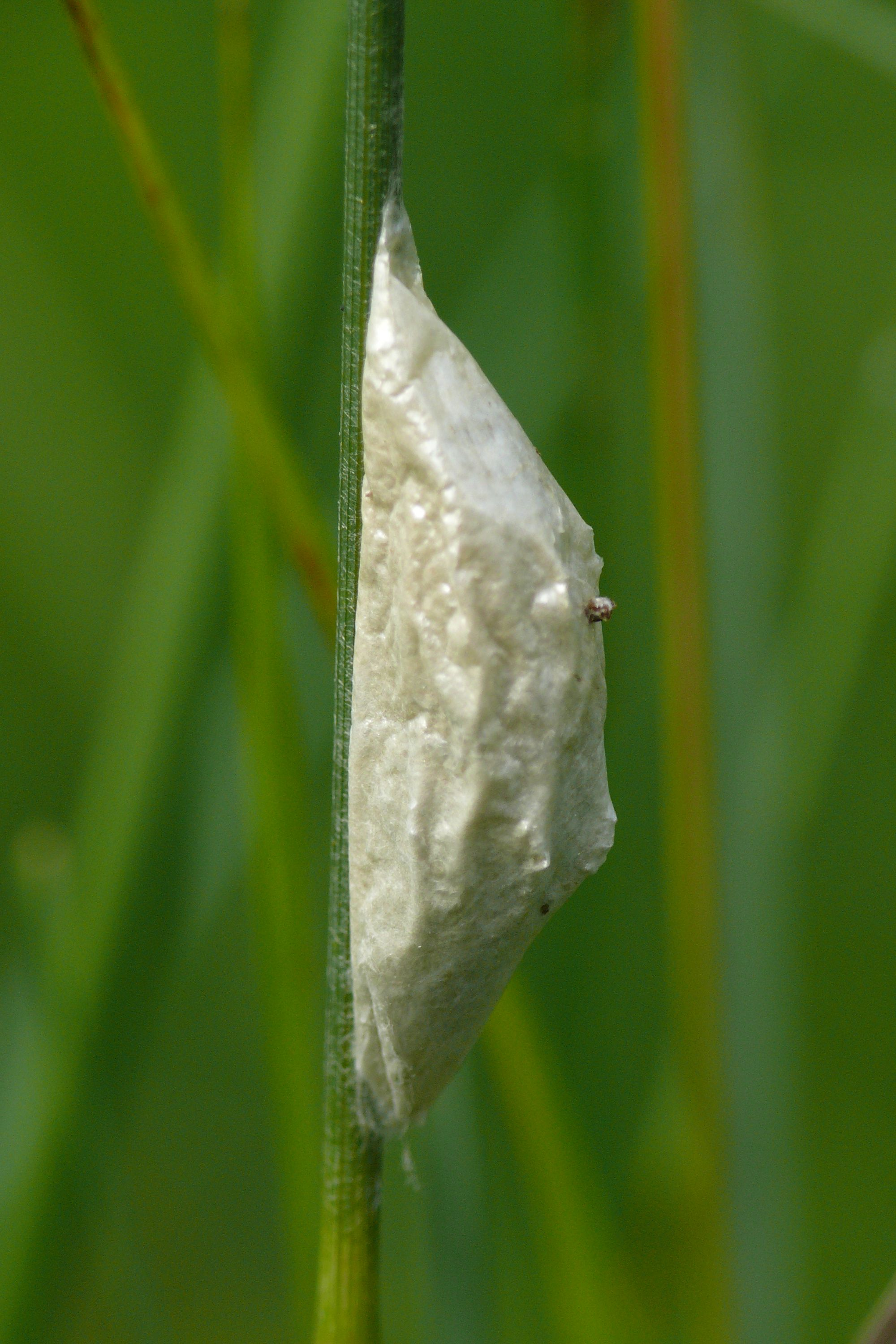
Кокон

Лёт происходит в дневное время в июле-августе. Бабочки откладывают яйца на кормовое растение. Гусеницы перезимовывают и следующим летом окукливаются в коконе, прикреплённом на растении.

## Охранный статус
На границах ареала популяции этих бабочек немногочисленны и фрагментированы в связи с редкостью подходящих местообитаний, поэтому пестрянка-эфиальт внесена в ряд региональных Красных книг: Литвы, Московской области, Рязанской области, Чувашии. 